# Vuk Vukčić Hrvatinić
Vuk Vukčić Hrvatinić (? – ?, prije 27. studenog 1399.), bosanski vojvoda i hrvatski ban iz velikaške obitelji Hrvatinića. Sin je kneza Vukca Hrvatinića i brat Hrvoja Vukčića. Bio je pristaša bana i kralja u Bosni Stjepana Dabiše i napuljskog dvora. Kralj Dabiša postavio ga je za namjesnika Hrvatske i Dalmacije, a kralj Ladislav Napuljski imenovao ga je, zajedno s bratom Hrvojem, 17. srpnja 1391. godine za hrvatskog bana.
Dana 12. veljače 1393. godine zauzeo je gradove Vranu i Ostrovicu te zarobio braću Ivana i Nikolu Paližnu. Nakon što je ban i kralj u Bosni s velikašima prešao na stranu kralja Žigmunda, Žigmund je poslao bana Nikolu II. Gorjanskog koji je porazio Vuka Vukčića u bitci kod Knina, nakon čega je Vuk Vukčić prešao na Žigmundovu stranu. Godine 1395. kralj mu je dao na upravu grad Ostrožac na Uni u blizini Bihaća.